# (15873) 1996 TH7
(15873) 1996 TH7 est un astéroïde de la ceinture principale d'astéroïdes découvert en 1996.

## Description
(15873) 1996 TH7 a été découvert le 5 octobre 1996 à l'observatoire de Nachikatsuura au Japon, par Yoshisada Shimizu et Takeshi Urata.

### Caractéristiques orbitales
L'orbite de cet astéroïde est caractérisée par un demi-grand axe de 2,72 UA, un périhélie de 2,50 UA, une excentricité de 0,08 et une inclinaison de 2,75° par rapport à l'écliptique. Du fait de ces caractéristiques, à savoir un demi-grand axe compris entre 2 et 3,2 UA et un périhélie supérieur à 1,666 UA, il est classé, selon la JPL Small-Body Database, comme objet de la ceinture principale d'astéroïdes.

### Caractéristiques physiques
(15873) 1996 TH7 a une magnitude absolue (H) de 14,1 et un albédo estimé à 0,198.